# Respiração freno-labial
Respiração freno-labial (RFL) é uma técnica respiratória que consiste numa inspiração nasal com a boca fechada seguida de uma expiração através dos lábios cerrados o máximo possível. Esta técnica é amplamente usada em centros de reabilitação pulmonar e por pessoas com doença pulmonar obstrutiva crónica com o objetivo de aliviar os sintomas de falta de ar.